# Ligue Professionnelle de Basket-ball du Bénin
Die Ligue Professionnelle de Basket-ball du Bénin (deutsch Basketball-Profiliga von Benin) ist die höchste Liga für Basketball im westafrikanischen Staat Benin.

## Geschichte
Im Jahr 2020 verabschiedete die von Patrice Talon geführte Regierung ein Gesetz zur Professionalisierung des Sportbetriebs, das für die Teilnehmer der obersten Liga verpflichtend vorsah, als Unternehmen geführt zu werden. Vor diesem Hintergrund wurde neu die mit „Ligue Pro de Basket-ball“ abgekürzte Profiliga im März 2021 landesweit für Herren- bzw. Damenteams eingeführt. Die Herrenliga war in die beiden Zonen A und B aufgeteilt, der zu diesem Zeitpunkt vier respektive sechs Teams angehörten. Zone A umfasste die vier Mannschaften Énergie SBÉÉ BBC (Énergie de la Société Béninoise d'Énergie Électrique BBC) und ASPAC BBC (Association Sportive du Port Autonome de Cotonou BBC) sowie Élan Sportive BBC und Eternel de Porto-Novo BBC aus den Regionen Atlantique-Littoral und Ouémé-Plateau. Die sechs Mannschaften der Zone B stammten aus den Regionen Borgou-Alibori und Atakora-Donga: Kabas Sports aus Kandi, Ata Sports aus Natitingou, Aspal, Bosco Star und Réal Sports aus Parakou sowie Panthères Sports aus Djougou. Bei den Damen fand der Wettbewerb zwischen ASPAC BC und Énergie SBÉÉ BC als den beiden großen Vereinen des Landes statt. Als Meister der Premierensaison setzte sich bei den Damen wie den Herren ASPAC BBC durch. Ende 2021 wurden drei Partnerschaftsabkommen vereinbart, um die Entwicklung der jungen Liga weiter zu fördern: mit dem beninischen Sportministerium, dem Unternehmen MTN als Sponsor für drei Jahre (und mit einer Zahlung von 900 Mio. CFA) sowie dem lokalen Ableger von Canal+.
In der zweiten Saison 2022 erhöhte sich die Zahl der teilnehmenden Mannschaften auf 20, davon 14 Teams bei den Herren und sechs bei den Damen. Geographisch gehörten dabei je zwei Herrenmannschaften der Zone A zu den Départements Donga und Atakora sowie drei zu Borgou und in der südlichen Zone B fünf zu Littoral und zwei zu Ouémé. Den Titel gewann Elan Coton BBC bei den Herren und Énergie BBC (vor ASPAC BBC) bei den Damen.
Zu Beginn der dritten Saison legten die Teams der Herren und Damen von Énergie BBC und ASPAC BBC sowie das Damenteam von Renaissance BBC einen Streik ein, da sie alle Heim- und Auswärtsspiele im Centre Communautaire „Eya“ in Cotonou, der Heimanlage von Elan Coton BBC, absolvieren sollten und die eigenen Anlagen in der Planung der Liga nicht berücksichtigt waren. In der Folge wurden die Teams für zwei Jahre von den Wettbewerben der Profiliga ausgeschlossen.

## Organisation
Die Herrenliga war in der Saison 2022 in die beiden Zonen A und B aufgeteilt, der jeweils sieben Mannschaften angehörten. Die Damenliga setzte sich aus einer Gruppe à sechs Teams zusammen. Nach Hin- und Rückspielen fanden Play-offs für die jeweils vier besten Teams statt, wobei die Sieger der Zonen A und B noch ein Finale spielten, um den Meister zu ermitteln. Es sind pro Mannschaft bis zu fünf ausländische Spieler erlaubt, die auch alle im Kader eines Spieltags stehen dürfen. Es dürfen allerdings nur zwei gleichzeitig auf dem Platz stehen.

### Teilnehmer Saison 2022
Herren
- AOL BBC
- ASO Model BBC
- Aspal BBC
- ASPAC BBC
- Ata Sports BBC
- Bosco Star BBC
- Élan Coton BBC
- Énergie BBC
- Eternel BBC
- Flèche Noire BBC
- Panthères Sports BBC
- Réal Sports BBC
- Renaissance BBC
- Tigers BBC

Damen
- Elan Coton BBC
- Renaissance BBC
- AOL BBC Pro
- ASPAC BBC
- Bosco Star
- Énergie BBC

## Titelträger

### Herren
- 2021: ASPAC BBC
- 2022: Elan Coton BBC

### Damen
- 2021: ASPAC BBC
- 2022: Énergie BBC